# Maria de Ventadorn
Maria de Ventadorn (o Maria de Turena) (darrera meitat del segle xii - morta el 1222) fou una noble, mecenes de trobadors i ella mateixa trobairitz occitana.

## Vida
Maria era una de les filles de Raimon II de Turena i Elisa de Severac. Fou la dona del vescomte Eble V de Ventadorn, que, al seu torn, era besnet de l'Ebolus Cantator (Eble II de Ventadorn, un dels primers trobadors, conegut per referències, però del qual no es conserva cap obra) i net d'Eble III, el protector de Bernart de Ventadorn. Així doncs, Maria formava part d'una família que tenia una relació molt estreta amb la cultura trobadoresca. El seu nom és esmentat per molts trobadors: Gaucelm Faidit, el monjo de Montaudon, Gausbert de Puicibot, Pons de Capduelh, Guiraut de Calanson, Bertran de Born.
Es conserven diverses variants d'una razó que explica l'origen de la tençó entre Maria de Ventadorn i Gui d'Ussel; en el cançoner H va acompanyada d'una miniatura que retrata la trobairitz. La participació de Maria de Ventadorn en aquesta tençó és l'única poesia que se li coneix.
La razó explica essencialment que Gui havia deixat de cantar a causa d'un desengany amorós, cosa que entristia totes les dames i cavallers, i Maria l'incità a reprendre el trobar amb aquesta tençó, en què proposa el tema de la relació entre dama i el seu drutz. Aquest intercanvi data probablement dels darrers anys del segle xii (1196-1198).

## Obra
- (295,1=194,9)[3] Gui d'Uissel, be·m pesa de vos